# Lotta nel fango
Si definisce come lotta nel fango (o in originale Mud wrestling) qualunque confronto fisico (combattimento, lotta, wrestling ecc) che avviene nel fango o in un pozzo di fango. Esistono alcune varianti che prevedono che i combattenti si sfidino all'interno di altre sostanze, come la gelatina (il Jell-O wrestling).

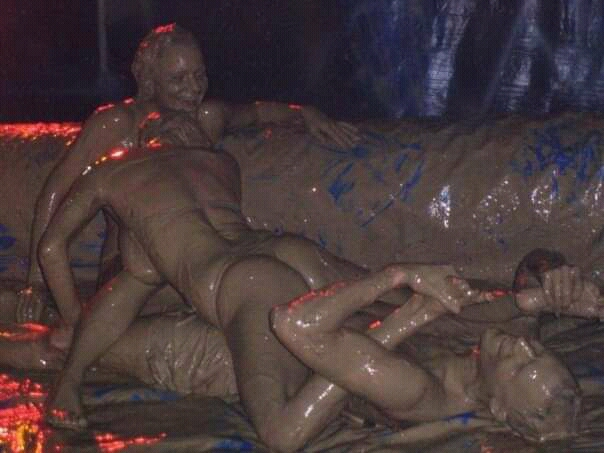
Due donne e un uomo lottano nel fango in Slovacchia

L'interpretazione popolare moderna di questa attività specifica che i partecipanti debbano lottare indossando il minimo indispensabile, ponendo maggiormente l'accento nel realizzare uno spettacolo d'intrattenimento divertente, più che una vera e propria manifestazione sportiva. Benché siano ammessi alla partecipazione sia uomini che donne, nella cultura popolare la lotta nel fango è vista principalmente come attività femminile, anche per via delle connotazioni di carattere erotico che essa può presentare. Si tratta di un'attività particolarmente popolare negli Stati Uniti, in Estremo Oriente, e nell'Europa dell'est, ed in particolar modo in Siberia.
La prima organizzazione professionale di lotta nel fango è stata costituita negli anni trenta ad Akron, in Ohio.